# Neonerita conifera
Neonerita conifera är en fjärilsart som beskrevs av Paul Dognin 1912. Neonerita conifera ingår i släktet Neonerita och familjen björnspinnare. Inga underarter finns listade i Catalogue of Life.